# Iberostar
El Grupo Iberostar es una empresa multinacional española dedicada al sector turístico desde 1956, con sede en Palma de Mallorca (España). Actualmente, este grupo está formado, entre otras, por Iberostar Hotels & Resorts (división hotelera), Iberoservice (división receptiva) Iberostate (división inmobiliaria) y Club Iberostar desde diciembre de 2014.
El grupo fue fundado en 1986 por la Familia Fluxá. Actualmente su sección hotelera, Iberostar Hotels & Resorts, cuenta con más de 114 hoteles en 18 países de tres continentes: Europa, América y África.
Junto con el Grupo Barceló, Meliá Hotels International y RIU Hotels forma parte de las cuatro grandes cadenas hoteleras baleares.
La empresa es propiedad de la familia Fluxà. El actual presidente es Miquel Fluxà Rosselló, hermano del presidente de Camper, Llorenç Fluxà Rosselló y del presidente de Lotusse Antoni Fluxá Rosselló, fallecido en 2015. Los tres son hijos de Llorenç Fluxà Figuerola, que dinamizó y diversificó la empresa zapatera fundada por su padre Antoni Fluxà. La Vice-Chairman & CEO del Grupo IBEROSTAR es Sabina Fluxà Thienemann y Gloria Fluxà Thienemann es Vice-Chairman.
Forma parte de la Agrupación de Cadenas Hoteleras.

## Galería fotográfica

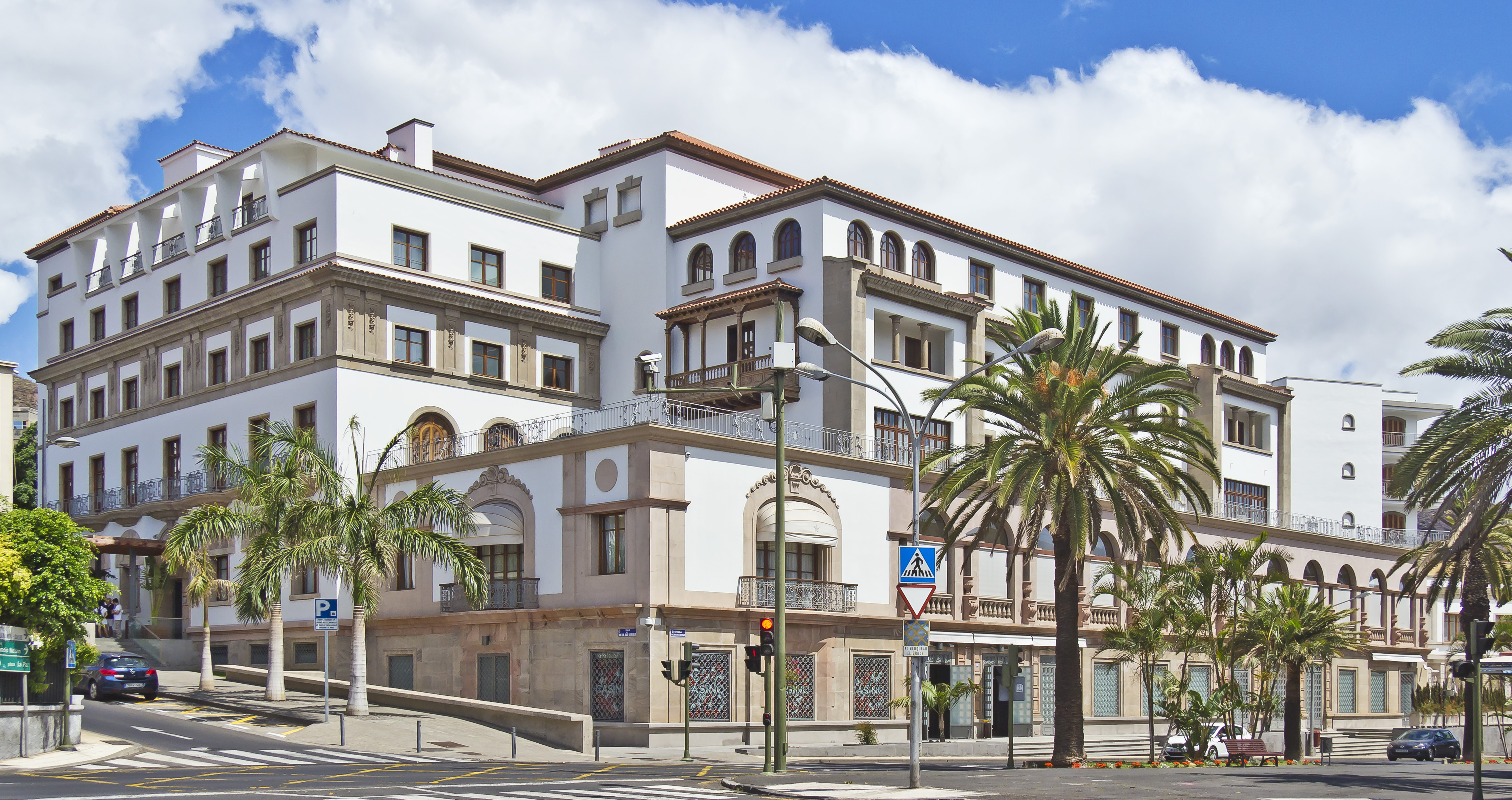
Hotel Mencey en Santa Cruz de Tenerife (España).